# Stinknäva
Stinknäva (Geranium robertianum) är en ört med ljusa, rosastrimmiga blommor. Den kan bli 40 centimeter hög.
Växten utsöndrar en ganska stark doft som många upplever som obehaglig, därav den första delen av det svenska namnet.
Det vetenskapliga artnamnet robertianum (eller obertia’nus) är ett hedrande till kung Robert II av Frankrike, den fromme, som levde under 1000-talet.
I Nyland i Finland går växten under namnet vägglusgräs. 

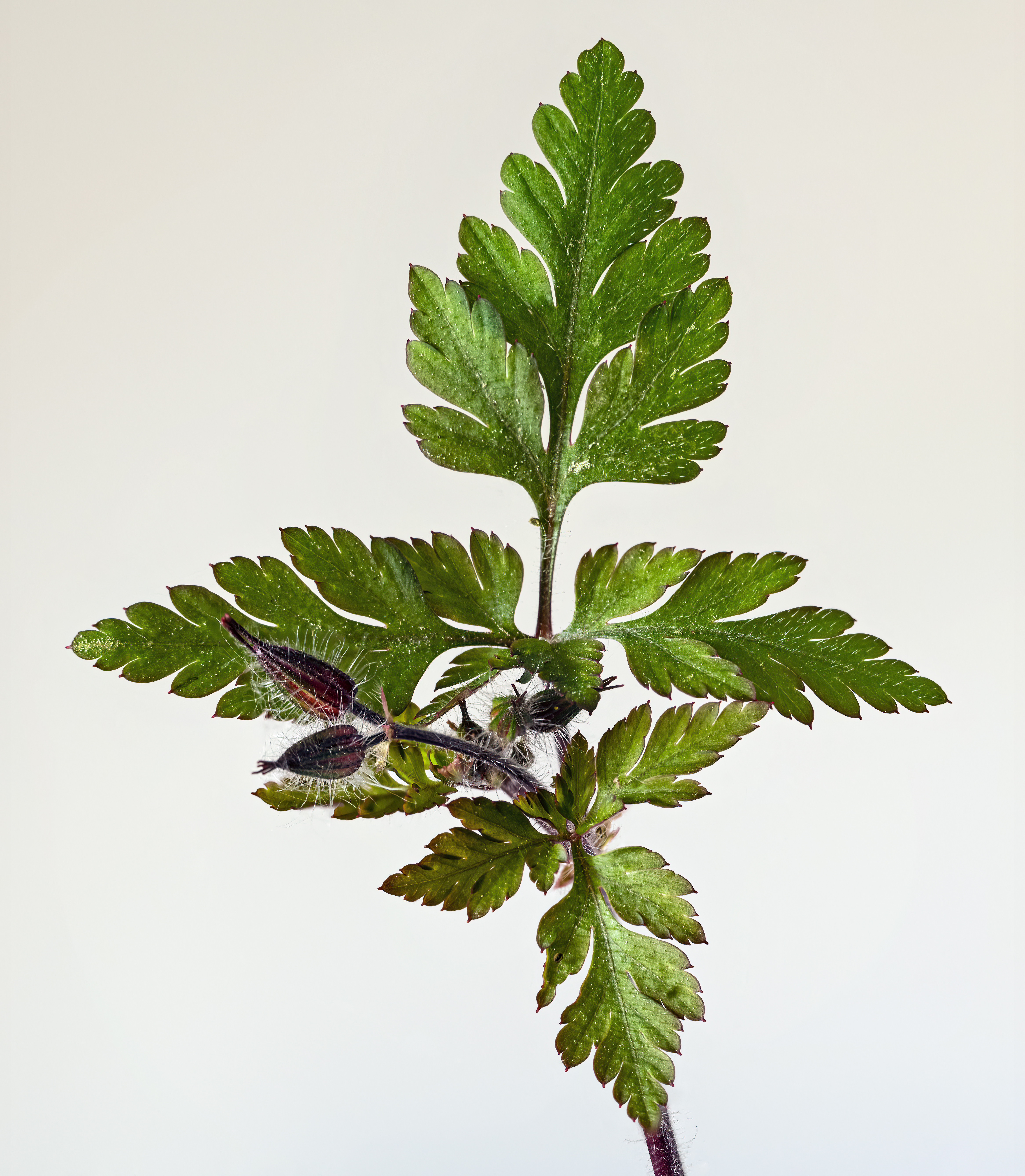
Typisk bladstruktur
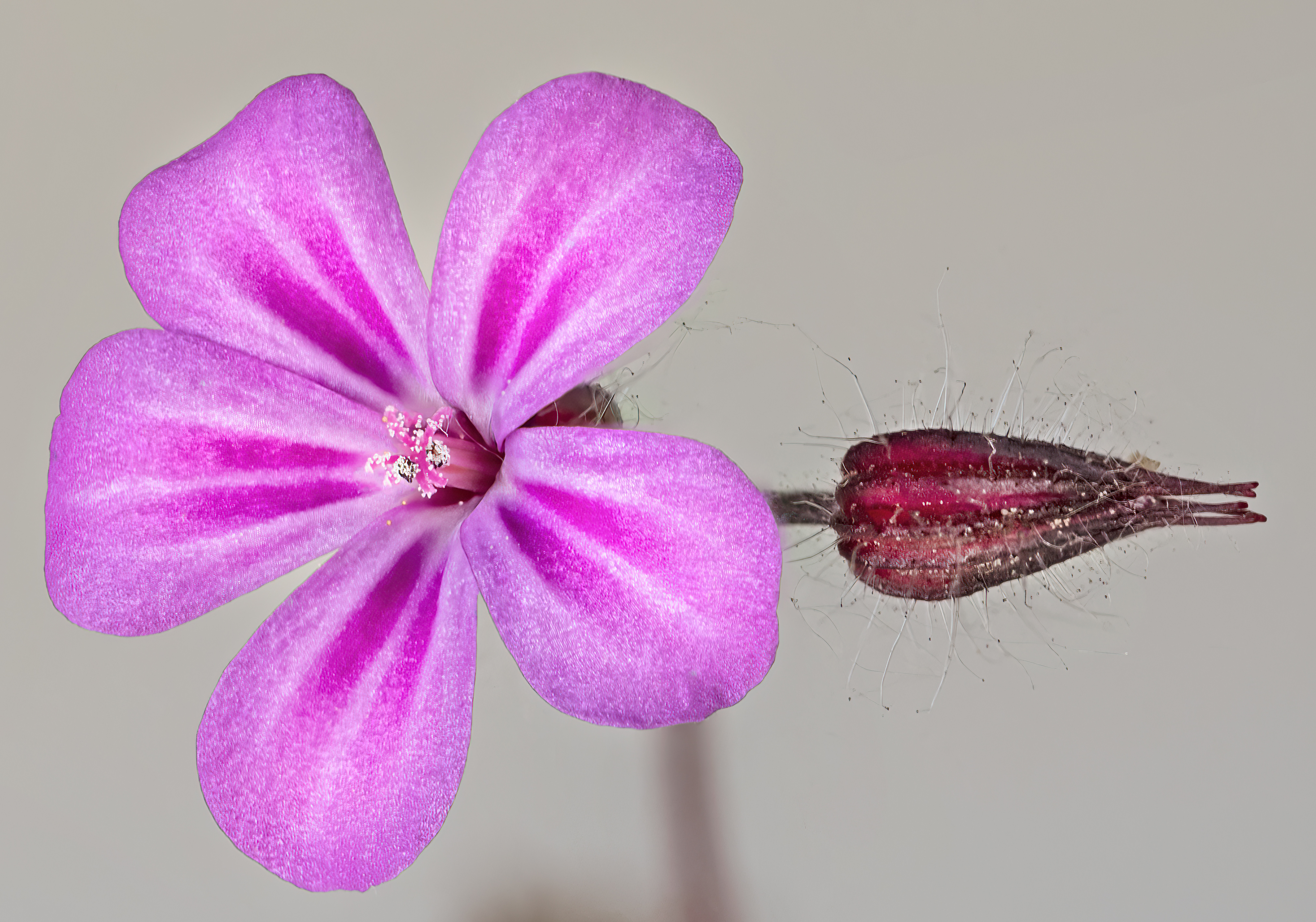
Blomma
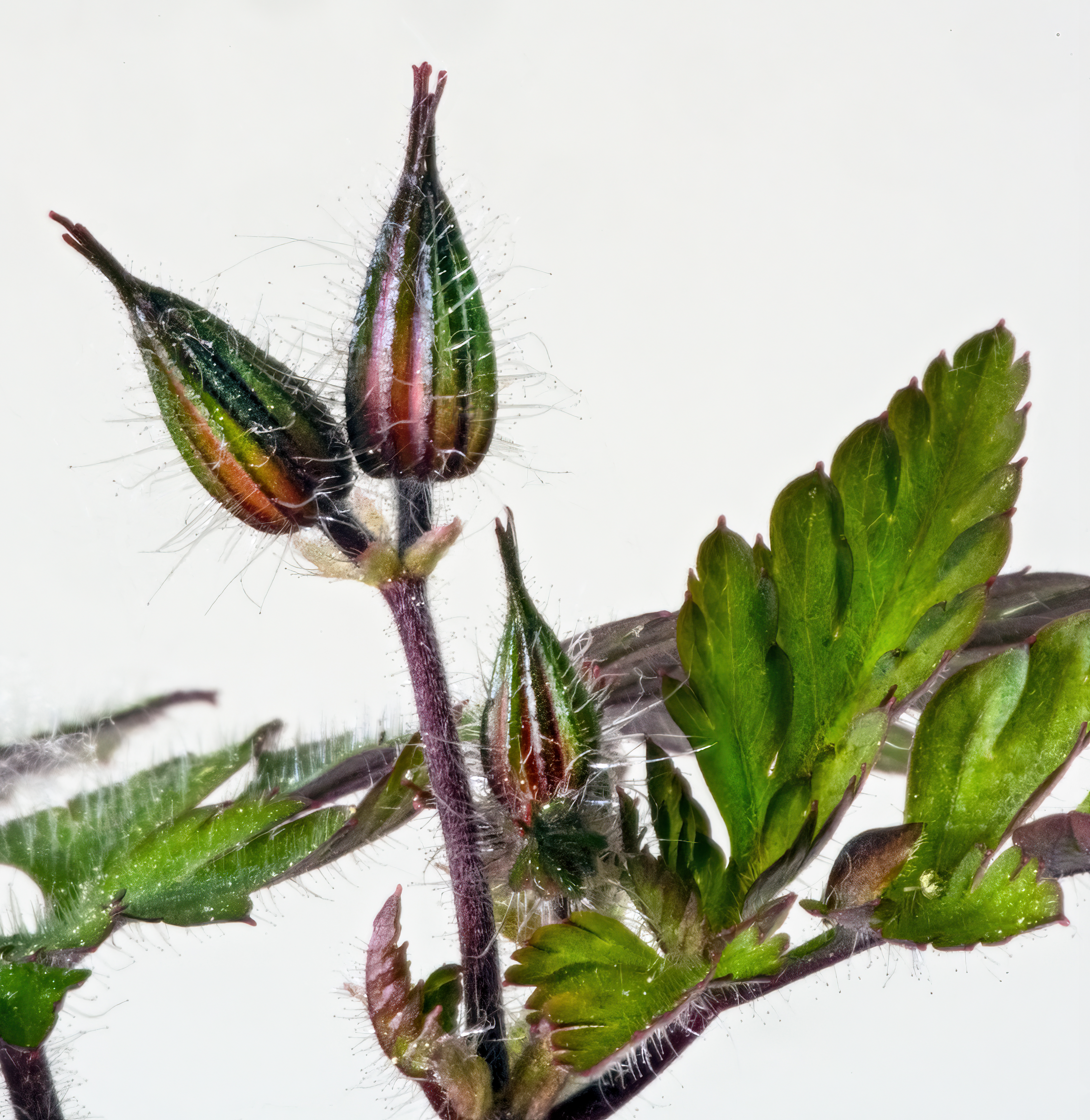
Blomknoppar
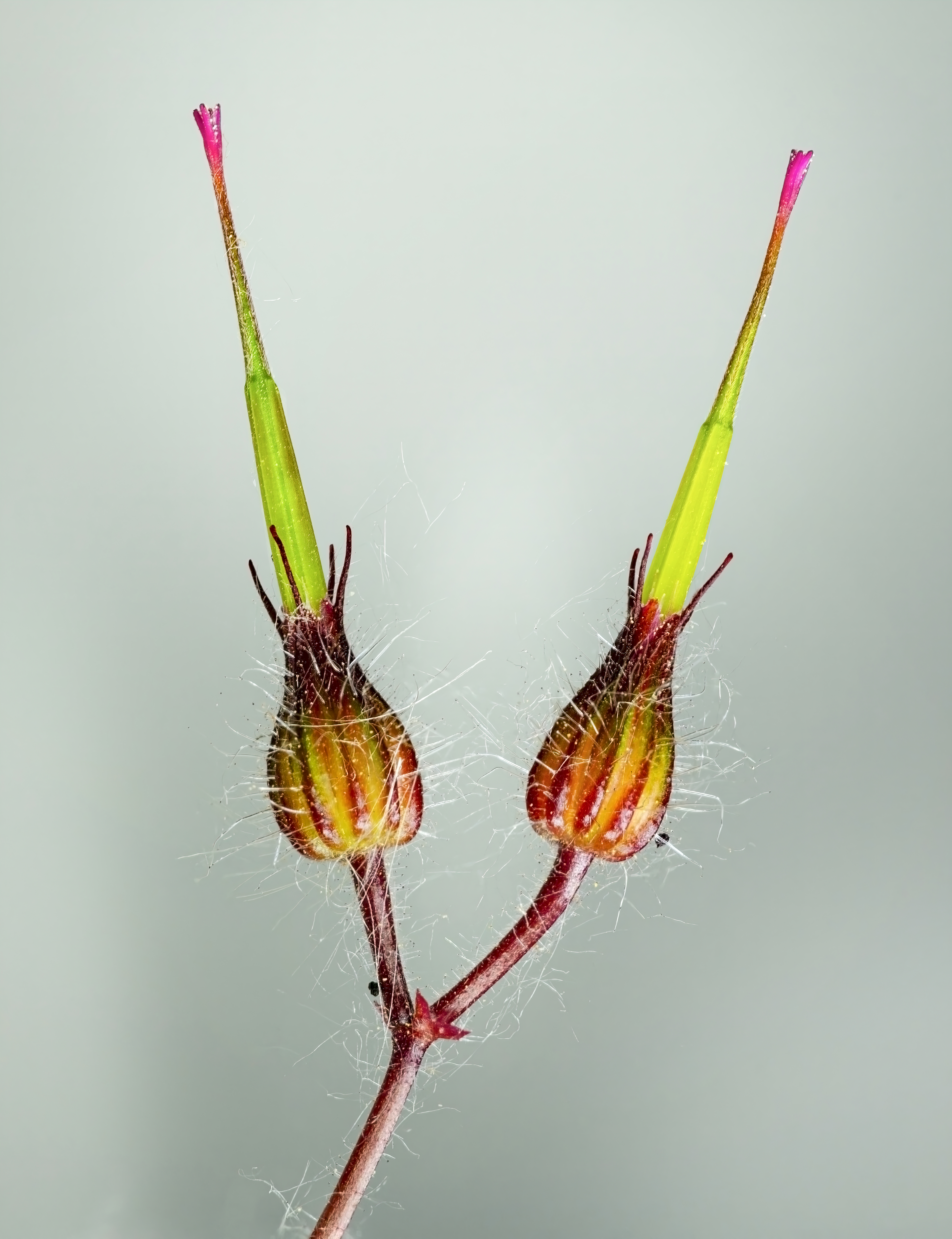
Frukt